# Nghệ sĩ nhân dân Cộng hòa Xã hội chủ nghĩa Xô viết Liên bang Nga

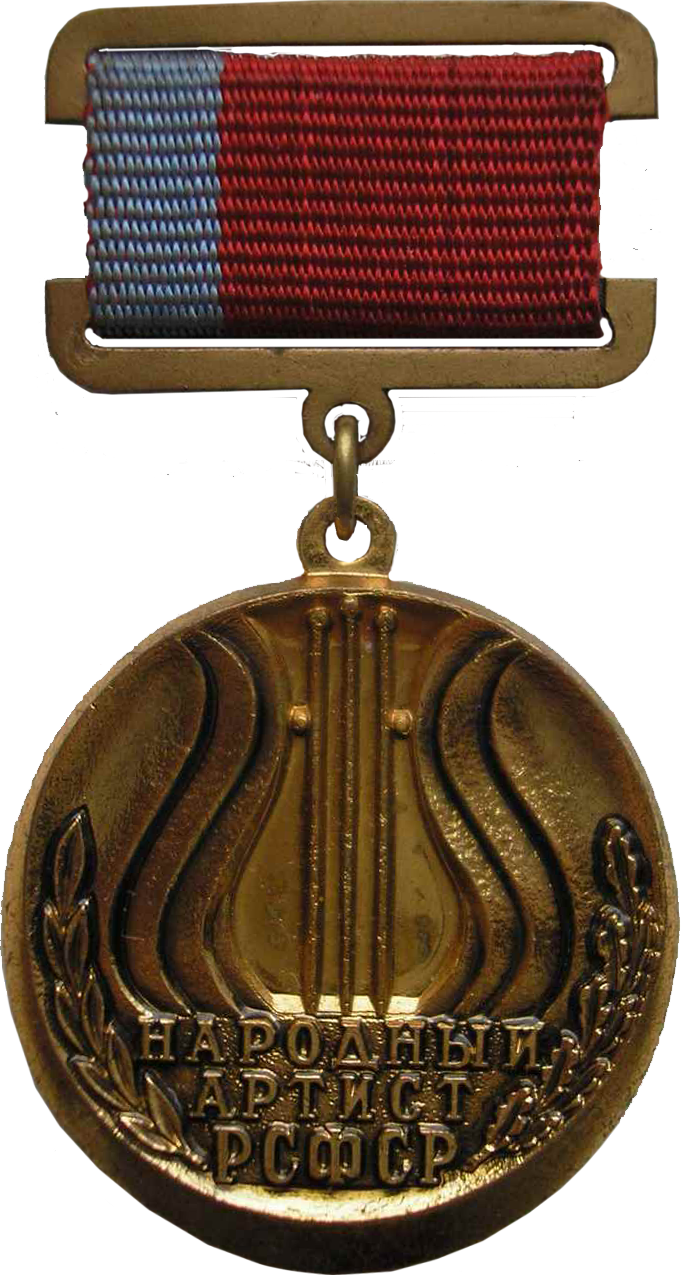

Nghệ sĩ nhân dân Cộng hòa Xã hội chủ nghĩa Xô viết Liên bang Nga (tiếng Nga: Народный артист РСФСР, chuyển tự Latinh: Narodnyǐ artist RSFSR) là một danh hiệu danh dự được trao cho các nghệ sĩ thuộc lĩnh vực nghệ thuật biểu diễn như đạo diễn sân khấu, đạo diễn điện ảnh, biên đạo múa, ca sĩ và nhạc trưởng dàn nhạc giao hưởng, do họ đã đạt những thành tựu nổi bật trong nghệ thuật và sống ở Cộng hòa Xã hội chủ nghĩa Xô viết Liên bang Nga (thuộc Liên Xô). Danh hiệu này cao hơn Nghệ sĩ ưu tú Cộng hòa Xã hội chủ nghĩa Xô viết Liên bang Nga và thấp hơn danh hiệu Nghệ sĩ nhân dân Liên Xô.
Danh hiệu này ra đời ngày 10 tháng 8 năm 1931. Năm 1992, sau khi Liên Xô sụp đổ thì Cộng hòa xã hội chủ nghĩa Xô viết Liên bang Nga đổi tên thành Liên bang Nga, tạo ra một danh hiệu thay thế là Nghệ sĩ nhân dân Nga.